# Arrest Liszkay/Harman
Liszkay/Harman is een arrest van de Hoge Raad (HR 28 april 1989, NJ 1990/583) dat betrekking heeft op een ongevallenverzekering die niet tot uitkering kwam, omdat verzekerde had nagelaten zijn emigratie bij de verzekeraar te melden.

## Casus
Liszkay was sinds 1970 directeur en grootaandeelhouder van Liszkay's Restaurants NV. Ook trad hij weleens op als pianist in zijn restaurants te Maastricht.
In 1973 heeft Liszkay bij Lloyd's een ongevallenverzekering afgesloten, door bemiddeling van twee assurantiemakelaars: Godfroy te Maastricht en Lugt Sobbe en Co (gemachtigde van Lloyd's) te Amsterdam. Als beroep had hij zowel "pianist" als "directeur van Liszkay's Restaurants NV" opgegeven. Het verzekerde bedrag, aanvankelijk f 100.000, werd een aantal maal verhoogd, het laatst in 1976 tot ƒ 1 miljoen. Bij verlies van een vinger zou het verzekerde bedrag worden uitgekeerd. Bij verlies van een pink aanvankelijk de helft, later eveneens het gehele verzekerde bedrag.
Begin 1976 emigreerde Liszkay naar Victoria in Canada, waar hij als pianist werkte. In juli 1976 werd Liszkay in zijn linkerhand getroffen door een schot hagel uit een jachtgeweer dat hem toebehoorde. Dit ongeluk zou zijn gebeurd toen hij het jachtgeweer bij een verhuizing van onder een bed tevoorschijn haalde. De medische behandeling in Canada, New York en Boedapest had tot resultaat dat in Boedapest een ringvinger is geamputeerd.
De polis bevatte de verplichting om "elke wijziging van beroep of bezigheden" aan de verzekeraars te melden. De ongevallenverzekering kwam niet tot uitkering, omdat Liszkay had nagelaten zijn emigratie aan Lloyd's te melden. Dit verweer is door de rechtbank gehonoreerd. In hoger beroep heeft Liszkay gesteld, dat Lloyd's, althans zijn makelaar Lugt Sobbe, het feit van de emigratie uit de correspondentie had kunnen weten.

## Polisbepalingen
Artikel 6. Wijziging van beroep of bezigheden:

[Eerste volzin:] Verzekerde (...) is verplicht van elke wijziging van beroep of bezigheden (...) aan de verzekeraars kennis te geven (...).

[Derde volzin:] Ter zake van ongevallen voortgekomen uit door verzekeraars redelijkerwijs onverzekerbaar te achten risicowijziging bestaat geen recht van uitkering, terwijl ter zake van ongevallen die voortspruiten uit verhoging van het risico de uitkeringsaanspraken naar dezelfde verhouding verminderd worden, als de voorheen betaalde premie staat tot de voortaan verschuldigde premie.

Artikel 15. Slotbepalingen:

Niet-naleving door contractant(e), verzekerde of belanghebbende van enige ingevolge deze verzekeringsvoorwaarden op hen rustende verplichting heeft verlies van aanspraken tengevolg.

De formulering van de polisvoorwaarden heeft aanleiding gegeven tot verschil van inzicht over welke sanctie moet worden verbonden aan het niet melden van een "wijziging van beroep of bezigheden". Artikel 15 spreekt van een (algeheel) verlies van aanspraken. Daarnaast stelt de derde volzin van artikel 6, dat een verzekerbare risicoverhoging pro rato een lagere dekking tot gevolg heeft. De interpretatie van deze twee polisbepalingen is cruciaal in de rechtsgang. Liszkay stelt dat de sanctie op niet-naleving van de mededelingsplicht (inzake "wijziging van beroep of bezigheden") niet is gelegen in de algemene regel van artikel 15 eerste lid, maar in het bijzondere voorschrift van artikel 6 derde volzin.

## Procesgang
De vordering van Liszkay is door de rechtbank en door het hof te Amsterdam afgewezen. In het eerste cassatieberoep is het arrest van het hof vernietigd wegens een gebrek in de motivering. Na doorverwijzing heeft het hof te Den Haag opnieuw de vordering van Liszkay afgewezen. Het tweede cassatieberoep is verworpen. Liszkay krijgt geen geld.

### Hof (Den Haag)
Op basis van een zuiver taalkundige uitleg komt het hof tot de conclusie dat artikel 15 prevaleert. Omdat de polisvoorwaarden eenzijdig door verzekeraar zijn opgesteld, wil het hof niet volstaan met een zuiver taalkundige uitleg. Ook dient « acht te worden geslagen op de zin die partijen in de gegeven omstandigheden over en weer redelijkerwijs aan die bepalingen mochten toekennen en op hetgeen zij te dien aanzien redelijkerwijs van elkaar mochten verwachten.» Hierbij heeft het hof onder meer aandacht gegeven aan de ongelijke positie van een professionele verzekeraar ten opzichte van de verzekeringnemer als buitenstaander, maar ook aan het feit dat verzekerde (telkens) werd bijgestaan door een deskundig te achten intermediair. Deze niet-taalkundige analyse heeft het hof niet tot een ander oordeel gebracht, zodat nog steeds artikel 15 prevaleert.

### Hoge Raad
De Hoge Raad gaat akkoord met de manier waarop het hof de interpretatie van het contract heeft aangepakt.

In de [door Liszkay] bestreden overwegingen heeft het hof niet blijk gegeven van een onjuiste rechtsopvatting.

Het hof heeft (...) de bepalingen op zich duidelijk geacht doch heeft termen aanwezig geoordeeld om na te gaan of in de gegeven omstandigheden desondanks een andere betekenis toekomt dan uit de tekst ervan volgt.

Weliswaar ligt het in het algemeen voor de hand dat, wanneer een dergelijk beding voor meer dan een uitleg vatbaar schijnt, wordt gekozen voor de uitleg die het minst bezwarend is voor de niet-professionele verzekerde, maar het hangt van alle omstandigheden van het geval af of die keuze gerechtvaardigd is.

Tot die relevante omstandigheden behoren onder meer de aard van de verzekering en het verzekerde risico, en de eventuele begeleiding van de verzekerde door een deskundig tussenpersoon bij het tot stand komen van de verzekering.

## Trivia
- Zie ook artikel 6:238 lid 2 BW, dat destijds nog niet gold. (De zogenaamde contra proferentem-regel.)